# Laphystia alpheia
Laphystia alpheia là một loài ruồi trong họ Asilidae. Laphystia alpheia được Janssens miêu tả năm 1958. Loài này phân bố ở vùng Cổ Bắc giới.